# Superfici di contatto antibatteriche in lega di rame
Le superfici di contatto antibatteriche in lega di rame sono fatte da leghe di rame, come l'ottone e il bronzo; per "superficie di contatto" si intendono quelle di oggetti - come ad esempio maniglie, ringhiere, tavolini, rubinetti, ecc. - che vengono toccati frequentemente dalle persone. 
Una grande varietà di microbi dannosi, virus, batteri, ecc. si possono accumulare su queste superfici di contatto e sopravvivere per periodi di tempo sorprendentemente lunghi, anche più di 30 giorni su alcuni materiali comuni. Tuttavia, come dimostrato da numerose ricerche scientifiche, il rame e le sue leghe hanno una naturale capacità di eliminare questi microorganismi in maniera relativamente veloce, spesso anche in meno di due ore. Pertanto le loro superfici sono antibatteriche o antimicrobiche.
Il fatto di ridurre o eliminare la popolazione batterica su una superficie di contatto significa diminuire la possibilità di trasmettere malattie dovute ad agenti patogeni: infatti oggetti come maniglie, rubinetti, ringhiere, piastre, ecc… possono diventare un veicolo di malattie, poiché sono oggetti fortemente esposti al contatto umano e i germi possono essere trasportati da un posto all'altro semplicemente toccandoli: si stima che l'80% delle infezioni nosocomiali, cioè quelle contratte durante il ricovero ospedaliero- si trasmette proprio per contatto .

## Prove di laboratorio
L'azione antibatterica del rame è conosciuta fin dall'antichità, ma solo in tempi recentissimi è stata studiata e misurata in laboratorio. Tra gli studi più importanti sono da segnalare quelli condotti dall'Università di Southampton, che ha analizzato la sopravvivenza dei batteri Escherichia Coli E0157:H7, Listeria monocytogenes e Stafilococco Aureo Resistente alla Meticillina (MRSA) su provini di diversi materiali, a temperature di 4 e 20 °C. È stato mostrato che a 20 °C sul rame (Cu 99,90%) e sull'ottone (CuZn15) i batteri dell'E. Coli scomparivano rispettivamente dopo 75 e 60 minuti, mentre al contrario sull'acciaio AISI 304 (18Cr-8Ni) la popolazione batterica impiegava due giorni per diminuire di 5 ordini di grandezza, per poi rimanere pressoché inalterata per i successivi 26 giorni. Il polietilene, in test di 360 minuti, ha mostrato un comportamento analogo a quello dell'acciaio.

## Registrazione EPA delle superfici di contatto antibatteriche in lega di rame
Nel 2008 la Environmental Protection Agency (EPA) degli Stati Uniti ha registrato 275 diverse leghe di rame come “materiale antibatterico”; sono state aggiunte in seguito altre leghe di rame, portando il totale a circa 350: per tutte il contenuto nominale di rame è superiore al 60%. Queste leghe di rame sono gli unici materiali solidi ad aver avuto questa registrazione, che fino a quel momento era stata concessa solo per gas, liquidi, spray e polveri. In seguito a questa registrazione, i prodotti fatti con una di queste leghe possono essere messi in commercio negli Stati Uniti dichiarando i loro pregi sul piano della salute pubblica (“public health claim”).
I batteri eliminati dalle leghe di rame nei test di antibattericità supervisionati dall'EPA sono:
- Escherichia coli O157: H7, che è un patogeno alimentare,[6][7][8][9]
- Staphylococcus aureus resistente alla meticillina (MRSA), uno dei ceppi più virulenti di batteri resistenti agli antibiotici e responsabile di infezioni acquisite in comunità e in ospedale.
- Staphylococcus aureus, il più comune di tutti gli stafilococchi, le cui infezioni possono causare polmonite e meningite.
- Enterobacter aerogenes, un batterio patogeno che si trova comunemente negli ospedali e che provoca infezioni della pelle e colpisce altri tessuti del corpo.
- Pseudomonas aeruginosa, un batterio presente in individui immunodepressi che infetta le vie polmonari ed urinarie, sangue e pelle.
- Enterococcus resistente alla Vancomicina (VRE), un batterio patogeno che è la seconda causa di infezioni nosocomiali.

## Prove condotte negli ospedali
A seguito dei risultati delle prime ricerche di laboratorio, si è voluto capire se le proprietà antibatteriche delle superfici in rame e sue leghe funzionassero anche "sul campo”, cioè nelle corsie d'ospedale. 
Anche negli ospedali la ricerca viene condotta per confronto: si misura la crescita batterica su oggetti realizzati in materiali convenzionali e su quelli realizzati in rame e sue leghe.
Per esempio, in una prima ricerca  condotta all'ospedale Selly Oak di Birmingham sono stati messi sotto osservazione per 10 settimane rubinetti in ottone (Cu 60%), piastre per porte a spinta sempre in ottone (Cu 70%), copriasse del wc in materiale composito (Cu 70% circa); questi oggetti sono stati confrontati con oggetti identici, ma costruiti con materiali “classici”, come plastica e alluminio, oppure cromati esternamente, come nel caso dei rubinetti. Dopo la quinta settimana gli oggetti sono stati scambiati di posto tra loro (cross-over: per esempio i rubinetti in ottone sono stati montati sul lavabo di quelli cromati, e viceversa), per compensare e superare possibili distorsioni statistiche.
Alla fine, sul rame il numero di microrganismi è calato del 90-100%.
A questa ricerca ne è seguita un'altra, di 24 settimane, in cui sono stati esaminati anche altri oggetti: le maniglie e i maniglioni delle porte, sbarre di sostegno, maniglie degli sciacquoni, comode, tavolini da letto, carrellini, prese di corrente, interruttori a pulsante e a cordicella, sifoni. Anche in questo caso risultati sono in linea con quelli attesi: sugli otto oggetti con dati statisticamente significativi, le leghe di rame hanno dimostrato di ridurre i microorganismi sulla loro superfici.
Un'altra ricerca, durata ben 30 settimane, è stata condotta all'Hospital del Cobre a Calama (Cile): è stato misurato il carico batterico su sei tipologie di oggetti presenti in sei stanze di terapia intensiva scelte a caso (sempre tre per gli oggetti in materiale comune e tre per quelli in rame): le sponde del letto (Cu 100%), le piantane (Cu 85-100%), i braccioli delle poltrone (Cu 90%), i tavolini (Cu 90%), la penna per il touch screen (Cu 61,4-62,5%) e le levette dei letti (Cu 100%).
Il carico batterico medio, misurato dopo 990 prelievi complessivi per ciascuna delle due famiglie di materiali, è risultato molto più basso sul rame e sulle sue leghe: i batteri sono stati mediamente ridotti dell'84%.
Probabilmente la ricerca più completa è quella condotta nei reparti di terapia intensiva di tre ospedali americani (il Memorial Sloan-Kettering Cancer Center di New York, il Medical University of South Carolina (MUSC) e il Ralph H. Johnson VA Medical Center, entrambi a Charleston) in cui, come nel caso dell'Hospital del Cobre, il confronto è stato fatto sugli oggetti presenti in sei stanze scelte a caso nel reparto di terapia intensiva: tre per il rame e tre per i materiali “comuni”. Sono stati esaminati i braccioli delle poltrone (Cu 90%), le sponde dei letti (Cu 99,99%), i tavolini mobili (Cu 90%), i pulsanti dei dispositivi di chiamata (Cu 75-90%), i monitor (Cu 90%) e le piantane (Cu 75-95%). I primi dati hanno mostrato una diminuzione del 97% dei batteri patogeni sugli oggetti in rame ed una riduzione del 40,4% del rischio di contrarre un'infezione nosocomiale da parte dei pazienti.
Particolarmente significativo è lo studio condotto in un ambulatorio per malattie infettive al North Shore-Long Island Jewish Health System. Il confronto è stato eseguito su braccioli e ripiani laterali delle sedie su cui i pazienti effettuano i prelievi: su quelli in lega rame-nickel (Cu 90%) la popolazione batterica diminuiva dell'88-90%. I ricercatori hanno estrapolato il rischio di esposizione ai microbi, tenendo conto del numero dei pazienti che hanno occupato le sedie: tale rischio era 17 volte più basso con i braccioli in lega di rame e 15 volte più basso con i ripiani laterali in lega di rame. È stato osservato anche un effetto alone: cioè anche le superfici adiacenti a quelle di rame mostravano bassi livelli di contaminazione batterica.